# Коноэ, Фумимаро
Князь Фумимаро Коноэ (яп. 近衞 文麿 Коноэ Фумимаро, после упрощения — 近衛 文麿; 12 октября 1891 — 16 декабря 1945) — японский политик, 34-й (4 июня 1937 — 5 января 1939), 38-й (22 июля 1940 — 18 июля 1941) и 39-й (18 июля 1941 — 18 октября 1941) премьер-министр Японии. Брат Хидэмаро Коноэ, дед Морихиро Хосокава.

## Биография
Член знатного рода Фудзивара, родственник императорской фамилии. Один из сторонников и инициаторов территориальной экспансии Японии в ходе Второй мировой войны, направленной, в частности, на захват Китая и индокитайских колоний европейских держав. Сторонник укрепления союза Японии с фашистской Италией и нацистской Германией, направленного на передел мира. Под его руководством Япония подписала усиленный вариант «Антикоминтерновского пакта» — «Пакт трёх держав» 27 сентября 1940 года. Крупный акционер дзайбацу «Сумитомо».
В 1938 году Коноэ провёл закон о всеобщей национальной мобилизации, согласно которому парламент отказывался от права контроля над правительством, а кабинет министров должен был осуществлять власть посредством императорских указов. Этот закон активно поддерживался японскими монополиями — дзайбацу. В конце 1930-х годов он был сторонником роспуска политических партий и создания вместо них фашистской организации — «Ассоциации помощи трону», что и было осуществлено в 1940 году. В июне 1945 года японское правительство планировало отправить Коноэ в Москву для того, чтобы уговорить советское руководство выступить посредником между Японией и союзниками: таким образом японское правительство надеялось избежать безоговорочной капитуляции. СССР в соответствии с союзническими обязательствами от роли посредника отказался.
После капитуляции Японии Фумимаро Коноэ был включён в список военных преступников, подлежащих суду Международного трибунала и должен был стать одним из главных обвиняемых на процессе. 6 декабря 1945 года японский парламент под давлением Макартура принял решение об аресте Коноэ. Но благодаря процедуре ареста японских военных преступников (им давалось 10—15 дней после приказа об аресте для добровольной явки в тюрьму) Фумимаро удалось избежать судебного преследования. В ночь на 16 декабря 1945 года, за несколько часов до истечения срока явки в тюрьму, Коноэ покончил с собой, приняв яд.

## Награды
- 28.12.1928 — орден Восходящего солнца
- 29.04.1934 — орден Священного сокровища
- 10.11.1915 — памятная медаль в честь восшествия на престол императора Тайсё[4]
- 10.11.1928 — медаль «В память Восшествия на Престол Императора Сева»[5]
- 1.05.1931 — медаль «В ознаменование восстановления имперской столицы»[6]
- 15.08.1940 — медаль «В честь 2600 летия Японской империи»[7]
- 1.07.1921 — Памятная медаль в честь первой всеяпонской переписи населения [8]
- 1.3.1934 — медаль «Основание государства»
- 21.09.1935 — медаль «Визит Императора в Японию»
- 28.09.1929 — Кавалер Большого креста ордена Короны Италии[9]
- 25.04.1938 — орден Прославленного дракона
- 6.12.1938 — орден Заслуг германского орла